# Deeper (Lisa Stansfield-album)
A Deeper Lisa Stansfield brit énekes-dalszerző 8. stúdióalbuma, mely 2018. április 6-án jelent meg. Az összes dalt Stansfield, és férje Ian Devaney írták. A producer Snowboy volt.
Az "Everything" című dal 2018. január 8-án elérhetővé vált, és le lehetett tölteni. Az első hivatalos kislemez a "Billionaire"  2018. február 26-án jelent meg. A második dal pedig a "Never Ever" című dal volt, mely áprilisban követte az előző kislemezt. A dal az amerikai Billboard Dance Club Songs listán a 6. helyezett lett. Az album népszerűsítésére Stansfield turnéra indult 2018. áprilisban, mely érintette az Egyesült Királyságot, és Európa egyes részeit. A turné mindössze egy hónapos volt. A "Deeper" deluxe kiadása 2018. október 26-án jelent meg, egy bónusz CD-vel együtt, melyet új élő felvételek hallhatóak Stansfield legutóbbi turnéjáról, valamint a "Billionaire", "Deeper" és "Never End" remixei szerepelnek rajta, és egy új dal a "There Goes My Heart" új változata.

## Számlista
| #   | Cím                    | Szerző(k)                                                                                             | Hossz |
| --- | ---------------------- | --- | ----- |
| 1.  | Everything             | Lisa Stansfield Ian Devaney                                                                           | 4:11  |
| 2.  | Twisted                | Stansfield Devaney                                                                                    | 3:55  |
| 3.  | Desire                 | Stansfield                                                                                            | 4:28  |
| 4.  | Billionaire            | Stansfield Devaney                                                                                    | 3:24  |
| 5.  | Coming Up for Air      | Stansfield Devaney                                                                                    | 4:06  |
| 6.  | Love of My Life        | Stansfield Devaney                                                                                    | 4:19  |
| 7.  | Never Ever             | Stansfield                                                                                            | 3:53  |
| 8.  | Hercules               | Stansfield John Carpenter                                                                             | 4:07  |
| 9.  | Hole in My Heart       | Stansfield                                                                                            | 3:42  |
| 10. | Just Can't Help Myself | Stansfield                                                                                            | 4:04  |
| 11. | Deeper                 | Stansfield                                                                                            | 4:03  |
| 12. | Butterflies            | Stansfield                                                                                            | 4:34  |
| 13. | Ghetto Heaven          | James Poyser Michael Archer Lonnie Lynn Peter Moreland Jeffery Smith Sandra St. Victor Ahmir Thompson | 4:46  |

| 1.  | There Goes My Heart (Again)                         | Stansfield Devaney             | 5:06 |
| 2.  | Deeper (Snowboy Extended Version)                   | Stansfield                     | 5:32 |
| 3.  | Never Ever (Snowboy Extended Version)               | Stansfield                     | 8:33 |
| 4.  | So Natural (Live from York)                         | Stansfield Devaney             | 4:51 |
| 5.  | Soul Deep (Live from London)                        | Stansfield Devaney Andy Morris | 4:32 |
| 6.  | All Woman (Live from Berlin)                        | Stansfield Devaney Morris      | 5:12 |
| 7.  | Real Love (Live from Paris)                         | Stansfield Devaney Morris      | 4:34 |
| 8.  | Billionaire (Until Dawn Remix)                      | Stansfield Devaney             | 3:40 |
| 9.  | Billionaire (Rob Hardt Remix)                       | Stansfield Devaney             | 4:07 |
| 10. | Billionaire (Rob Hardt Back in Time Mix)            | Stansfield Devaney             | 4:26 |
| 11. | Billionaire (E11even Remix)                         | Stansfield Devaney             | 5:15 |
| 12. | Billionaire (Dcs Dubz Remix)                        | Stansfield Devaney             | 3:54 |
| 13. | Never Ever (Brian Power Mix)                        | Stansfield                     | 7:15 |
| 14. | Never Ever (Mike Cruz Club Mix)                     | Stansfield                     | 8:40 |
| 15. | Never Ever (Rob Hardt True Emotions Mix - Extended) | Stansfield                     | 8:53 |

| 1. | Can't Dance               | Stansfield Devaney                  | 4:52 |
| 2. | Set Your Loving Free      | Stansfield Devaney Morris           | 3:52 |
| 3. | Change                    | Stansfield Devaney Morris           | 5:28 |
| 4. | Time to Make You Mine     | Stansfield Devaney Morris           | 4:37 |
| 5. | People Hold On            | Stansfield Matt Black Jonathan More | 3:07 |
| 6. | Someday (I'm Coming Back) | Stansfield Devaney Morris           | 4:21 |
| 7. | Live Together             | Stansfield Devaney Morris           | 4:19 |
| 8. | All Around the World      | Stansfield Devaney Morris           | 5:15 |

## Slágerlista
| Slágerlista (2018)                         | Legjobb helyezések |
| ------------------------------------------ | ------------------ |
| Ausztria (Ö3 Austria Top 40)               | 11                 |
| Belgium (Ultratop Flandria)                | 127                |
| Belgium (Ultratop Vallónia)                | 149                |
| Franciaország (SNEP Album Top 100)         | 145                |
| Németország (Offizielle Top 100)           | 7                  |
| Egyesült Királyság (Scottish Albums)       | 15                 |
| Spanyolország (PROMUSICAE Top 100 Álbumes) | 93                 |
| Svájc (Schweizer Hitparade Top 100 Albums) | 23                 |
| Egyesült Királyság (UK Albums Chart)       | 15                 |
| Egyesült Királyság (UK Independent Albums) | 6                  |

## Kiadási előzmények
| Régió                     | Dátum             | Label    | Kiadás           | Formátum                 | Katalógus     |
| ------------------------- | ----------------- | -------- | ---------------- | ------------------------ | ------------- |
| Európa · Egyesült Államok | 2018. április 6.  | earMUSIC | Standard         | CD digital streaming     | 4029759126195 |
| Japán                     | 2018. április 13. | earMUSIC | Standard limited | CD 2CD digital streaming | 4562387206032 |
| Európa                    | 2018. október 26. | earMUSIC | Deluxe           | 2CD digital streaming    | 4029759136026 |